# Order Orła Białego (Serbia)
Order Orła Białego, także Order Białego Orła; (serb.-chorw. Orden Belog Orla, cyr. Орден Белог Орла) – order nadawany za zasługi cywilne i wojskowe przez Królestwo Serbii i Królestwo Jugosławii w latach 1883–1945, po 1945 order domowy wygnanej dynastii Karadziordziewiciów, a od 2009 ponownie, drugie po Orderze Świętego Sawy, najwyższe odznaczenie Serbii.

## Historia
Order został ustanowiony przez króla Serbii Milana I z dynastii Obrenowiciów 23 stycznia 1883 – w rok po obwołaniu dotychczasowego Księstwa Serbii królestwem (5 marca 1882), posiadał od początku pięć klas według schematu Legii Honorowej, od kawalera Wielkiego Krzyża do kawalera i był w latach 1883–1898 najwyższym orderem Serbii, nadawanym zarówno obywatelom serbskim jak cudzoziemskim za zasługi dla tronu, państwa i narodu. Po obaleniu Obrenowiciów w roku 1903 nowy król Piotr I Karadziordziewić potwierdził order, nieznacznie tylko zmieniając jego statuty. W roku 1915 dodano klasę za zasługi wojenne. Order został przejęty przez powstałe w roku 1918 Królestwo SHS, późniejsze Królestwo Jugosławii. Po wprowadzeniu socjalizmu w roku 1945 Order Orła Białego stał się orderem domowym dynastii Karadziordziewiciów, prywatnie nadawanym przez króla Piotra II i obecnie przez jego syna, królewicza Aleksandra.
Pomimo zakończenia nadawania orderu utrzymano jego status odznaczenia także w okresie Socjalistycznej Federacyjnej Republiki Jugosławii i w Republice Serbii.
| Klasy     | Nazwa (pol.)  | Nazwa (serb.) | Nazwa (serb.-chorw.) | Baretka pokojowa (1883–1945) | Baretka wojenna (1915–1945) |
| I klasa   | Krzyż Wielki  | Велики крст   | Veliki Krst          |                              |                             |
| II klasa  | Wielki Oficer | Велики Официр | Veliki Oficir        |                              |                             |
| III klasa | Komandor      | Командир      | Komandir             |                              |                             |
| IV klasa  | Oficer        | Официр        | Oficir               |                              |                             |
| V klasa   | Kawaler       | Кавалир       | Kavalir              |                              |                             |

Kobiety orderu otrzymać nie mogły, ale królowe Serbii i Jugosławii były „honorowymi damami”.
Władze Republiki Serbii w 2009 odnowiły order pod nazwą Order Orła Białego z Mieczami, z podziałem na trzy klasy (krzyż wielki, komandor, kawaler), jako odznaczenie typowo wojskowe.
Jednoklasowy order (komandoria) z identyczną oznaką (lecz nie gwiazdą) jest od 1993 nadawany pod nazwą Order Nemanjicia przez władze Republiki Serbskiej w Bośni i Hercegowinie.

## Insygnia
Insygnia orderu to oznaka oraz gwiazda I i II klasy. Oznaka to owalny biały dwugłowy orzeł serbski, w awersie z białym krzyżem serbskim w czerwonym polu na piersi, z owalnym medalionem z datą „1882” na rewersie. Za czasów Obrenowiciów medalion rewersu nosił monogram „M” (Milana I), a data „1882” znajdowała się na tyłach błękitnej girlandy umieszczonej nad głowami orła. Dodana w 1915 roku dekoracja wojenna (Orden Bijeli Orao sa mačevima) to dwie skrzyżowane złote szable położone na girlandzie. Zawieszką oznaki jest złota korona królewska. Gwiazda I klasy jest srebrna, ośmiopromienna, z nałożoną na nią oznaką orderową, gwiazda II klasy ma kształt rombu z oznaką orderu. Oznaki I – IV klasy były pozłacane, oznaka V klasy srebrna.
Wstęga orderu jest czerwona z pojedynczymi błękitnymi paskami wzdłuż brzegów. Za zasługi bojowe przyznawano order na wstążce czerwonej.